# Țahiaghiin Elbegdorj
Țahiaghiin Elbegdorj (în mongolă: Цахиагийн Элбэгдорж; n. 30 martie 1963) este un politician mongol, al patrulea președinte al Mongoliei. Elbegdorj a fost unul din liderii importanți ai revoluției din 1990, care a pus capăt a 70 de ani de comunism. Elbegdorj a fost președinte al Mongoliei și prim-ministru de două ori, vicepurtător de cuvânt al Parlamentului Mongoliei, liderul majorității din parlament și membru al acestuia de patru ori. Mandatul lui Elbegdorj s-a axat pe reformele sociale și economice post-sovietice.